# Pietro Nobile

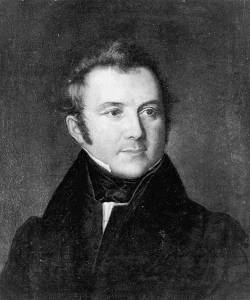
Peter Nobile

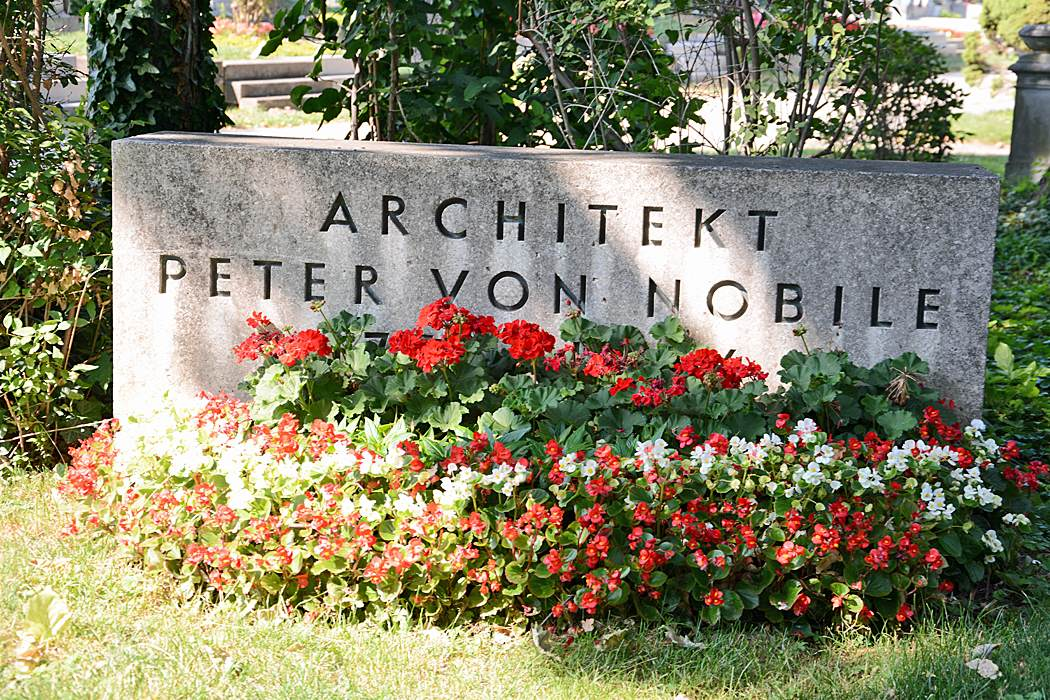
Tumba en el Zentralfriedhof de Viena.

Pietro Nobile (Capriasca, Suiza, 11 de noviembre de 1774 - Viena, Austria, 7 de noviembre de 1854) fue un constructor y arquitecto neoclásico austrohúngaro. Está considerado como uno de los arquitectos más prominentes del último clasicismo en Viena y el principal arquitecto de la corte de los Habsburgo. Su padre trasladó la familia a Trieste donde el joven Pietro asistió a la escuela. Continuó para ser educado en Roma por Antonio Canova entre 1801 y 1806.
En 1807 fue seleccionado oficial ingeniero para la construcción al cargo de Trieste, Istria, Aquileia y Gorizia. En 1810 oficialmente fue elegido ingeniero jefe para la construcción de puentes y carreteras en la costa Iliria en Istria. Diseñó la carretera costera de Koper a Pula, realizó nuevos planos, esbozos y dibujos de monumentos como los del Anfiteatro de Pula, el Templo de Augusto y el Arco de los Sergios. Diseñó la Iglesia de San Pedro en la Plaza Tartini en Piran, Eslovenia. Por la protección de los monumentos en Pula hizo más que nadie antes que él.
En 1819 se convirtió en jefe del departamento de arquitectura de la Academia de Viena. Sus principales obras en Viena incluyen el Äußere Burgtor en la Heldenplatz así como la construcción entre 1819-1823 en el Volksgarten del Templo de Teseo (Theseustempel). Por otra parte fueron construidos con los planes de Nobile el Casino de Graz después de su incendio en 1823 y también en 1842 se completó la Sala de actos del Real e Imperial Instituto Politécnico de Viena (ahora edificio principal de la Universidad Técnica de Viena).
Otro sitio importante de actuación era el puerto austriaco de Trieste, donde construyó el Palazzo Costanzi en 1817 y la Iglesia de San Antonio Nuovo en 1842 dentro del barrio conocido como Borgo Teresiano. Esta iglesia se trata de un edificio de planta rectangular, con cúpula en el centro, puesta escenográficamente al término del Gran Canal.
Su tumba está localizada en el Cementerio Central de Viena (Zentralfriedhof), trasladada del Cementerio San Marx. En 1894, en el Penzing de Viena (14º Distrito) y en el Rudolf Fünfhaus (15º Distrito), fueron nombradas las calles Nobilegasse en su honor.

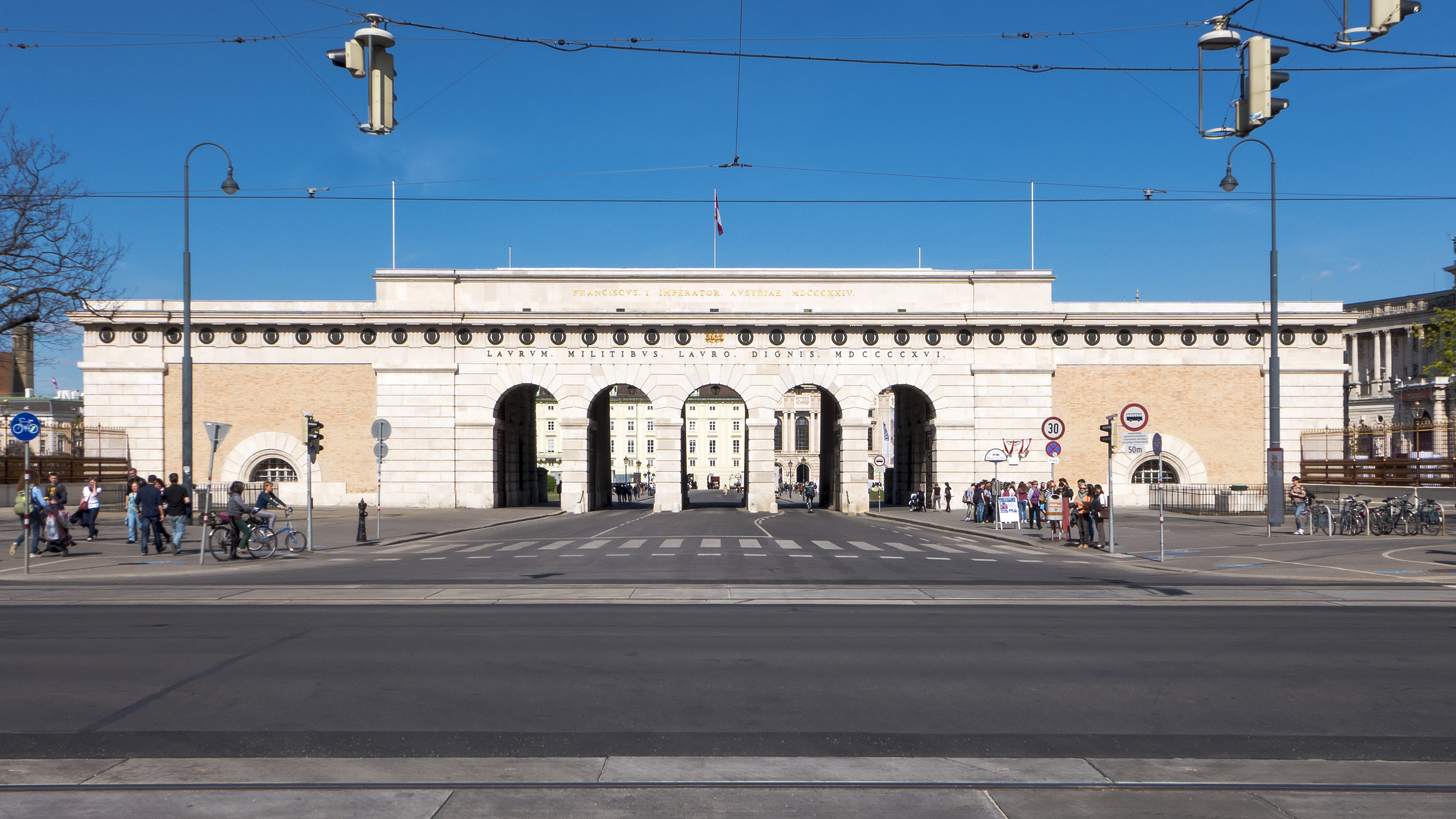
Puerta Äußeres Burgtor, Ringstraße, Viena
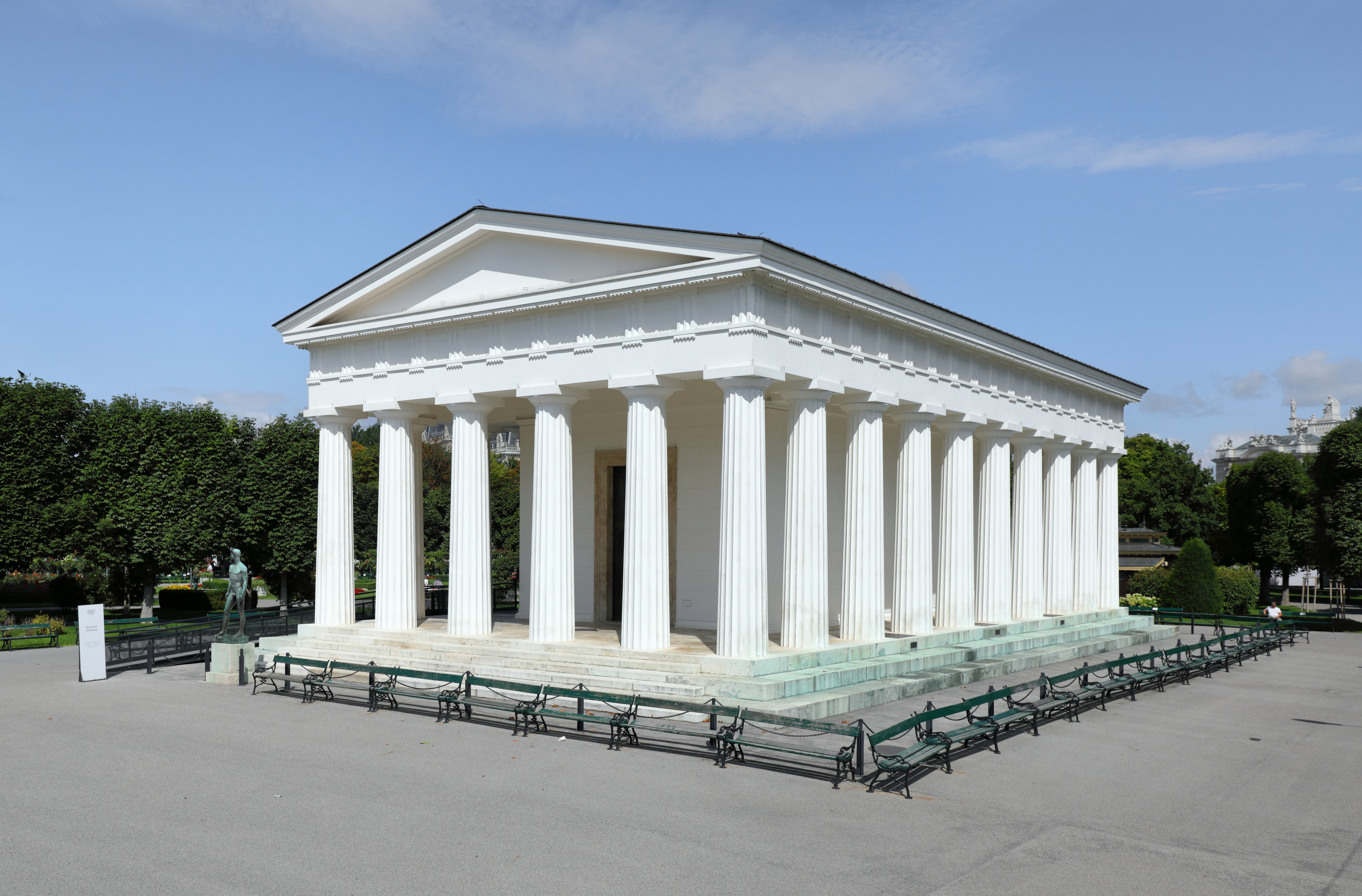
Theseustempel, Viena
San Antonio Nuovo y el Gran Canal de Trieste